# Georg Adam Eger

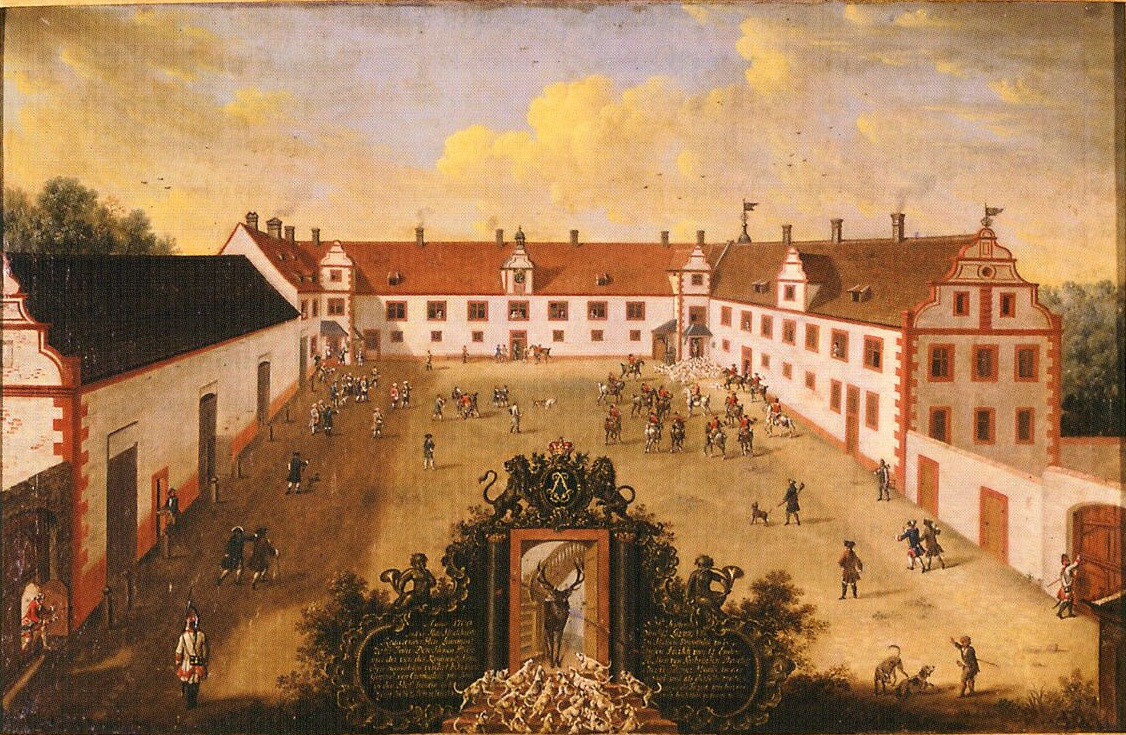
Georg Adam Eger: Ansicht des Jagdschlosses Kranichstein (um 1760).

Georg Adam Eger (* 6. Februar 1727 in Murrhardt; † 13. April 1808 ebenda) war ein deutscher Maler, der ausschließlich in Südwestdeutschland tätig war und vor allem für seine Jagd- und Naturbilder bekannt wurde. Er arbeitete am Hofe der Landgrafschaft Hessen-Darmstadt und der Großteil seiner Werke aus dieser Zeit befindet sich heutzutage im Jagdschloss Kranichstein, dessen Sammlung etwa 40 seiner Gemälde umfasst.

## Leben

### Herkunft, Ausbildung und Privatleben
Er kam 1727 als Sohn des Drehers und Kunstuhrmacher Johann Friedrich Eger (1690–1745) und dessen Ehefrau Maria Regina Zügel († 1760) in der Kleinstadt Murrhardt zur Welt, die damals zum Herzogtum Württemberg gehörte. Von seinen insgesamt neun Geschwistern erreichten lediglich zwei Schwestern und ein Bruder das Erwachsenenalter. 
Georg Adam Eger war mit Maria Juliana Katharina Fritz (1737/38–1794) verheiratet, der Tochter des Darmstädter Schlossverwalters Andreas Fritz. Das genaue Datum der Hochzeit ist nicht bekannt, allerdings wurden 1757 der gemeinsame Sohn Andreas und 1759 Tochter Johanna Dorothea Regina geboren. Nach dem Tod seiner Ehefrau lebte Eger noch 14 Jahre als Witwer, ehe er 1808 im Alter von 81 Jahren an Altersschwäche starb. Zwei Tage später wurde er auf dem Murrhardter Friedhof beigesetzt.

### Berufliche Karriere
Nach seiner Ausbildung trat er 1748 in die Dienste des Landgrafen Ludwig VIII. von Hessen-Darmstadt ein. Dieser hegte eine große Leidenschaft für die Jagd und Eger war für die nächsten 20 Jahre – oft gemeinsam mit den Malerkollegen Johann Georg Stockmar und Johann Tobias Sonntag – sein ständiger Jagdbegleiter. Bereits am 2. Januar 1749 wurde er zum Kammerdiener ernannt. Im darauffolgenden Jahr 1750 reiste er im Auftrag des Landgrafen gemeinsam mit den Uhrmacherbrüdern Ludwig Johann und Friedrich Knauss nach Wien, um dem Kaiserpaar Franz I. Stephan und Maria Theresia zum doppelten Thronjubiläum die „Kayserliche Vorstellungsuhr“ zu überreichen. Er hatte das Bühnenbild und die Figuren des automatischen Theaters des Uhr entworfen. Eger wurde 1756 zum Kammerhusaren ernannt und 1757 erstmals als Hofmaler erwähnt, allerdings ohne diesen Titel bereits offiziell zu tragen. Erst nach dem Tod Johann Christian Fiedlers wurde er schließlich am 23. Oktober 1765 zum zweiten Hofmaler erhoben. Im gleichen Jahr war er auch an der künstlerischen Ausstattung des Jagdschlosses Dianaburg beteiligt. Während der zwei Dekaden am darmstädtischen Hofe besaß Eger ein gut ausgestattetes Atelier im Jagdschloss Kranichstein. Er fertigte hauptsächlich Gemälde der landgräflichen Jagdtrophäen an und stellte häufig Jagdereignisse vor den Jagdschlössern des Landes dar. Vereinzelt schuf er auch Porträts, beispielsweise von Erbprinzessin Karoline Henriette, vom Kammerhusaren Andreas Csepreghy sowie vom Landgrafen selbst. Mehrere seiner Gemälde dienten als Vorlage für Kupferstiche des Augsburgers Johann Elias Ridinger und für Radierungen von Heinrich Philipp Bossler, mit dem Eger freundschaftlich verbunden war. Parallel zu seinem höfischen Engagement malte er seit den 1740er Jahren „in sehr sauberer und zierlicher Ausführungsweise“ gelegentlich auch Miniaturbilder von Schwäbisch Haller Ratsherren.
Nach dem Tod seines Dienstherren Ludwig VIII. im Oktober 1768 entließ dessen Sohn Ludwig IX. Eger, woraufhin dieser Darmstadt verließ. Seine nächste Anstellung fand er bei Fürst Ludwig Friedrich Karl von Hohenlohe-Neuenstein-Öhringen auf Schloss Weikersheim, wo er geraume Zeit als Porträtmaler tätig war. Anschließend lebte er spätestens ab 1783 wieder in seinem Heimatort Murrhardt. Dort nahm er Porträt- und Restaurierungsaufträge an, die ihn bis nach Schwäbisch Hall, Backnang und Göppingen führten.

## Werke (Auswahl)

Jagdszenen
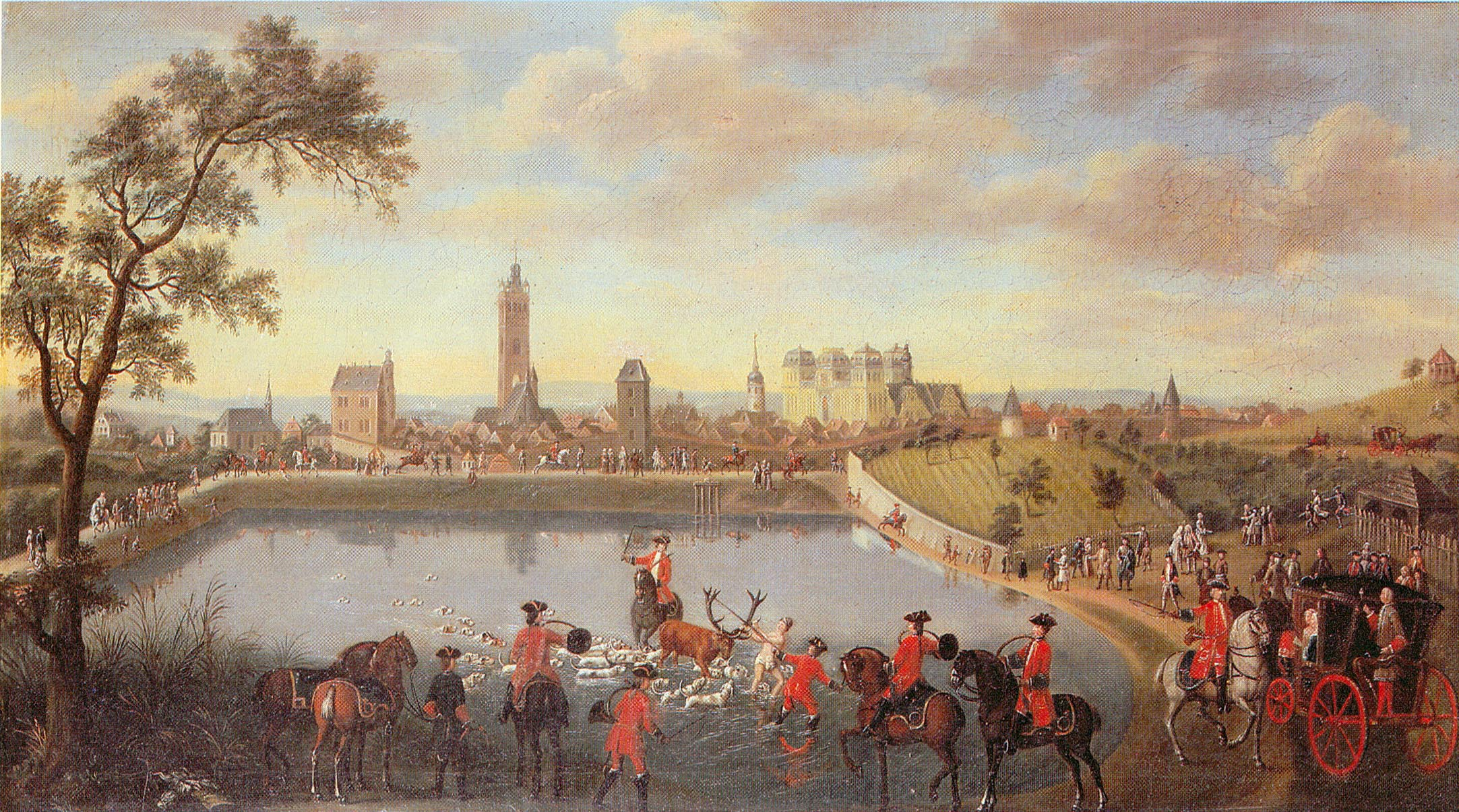
Der Hirsch im Großen Woog (1755)
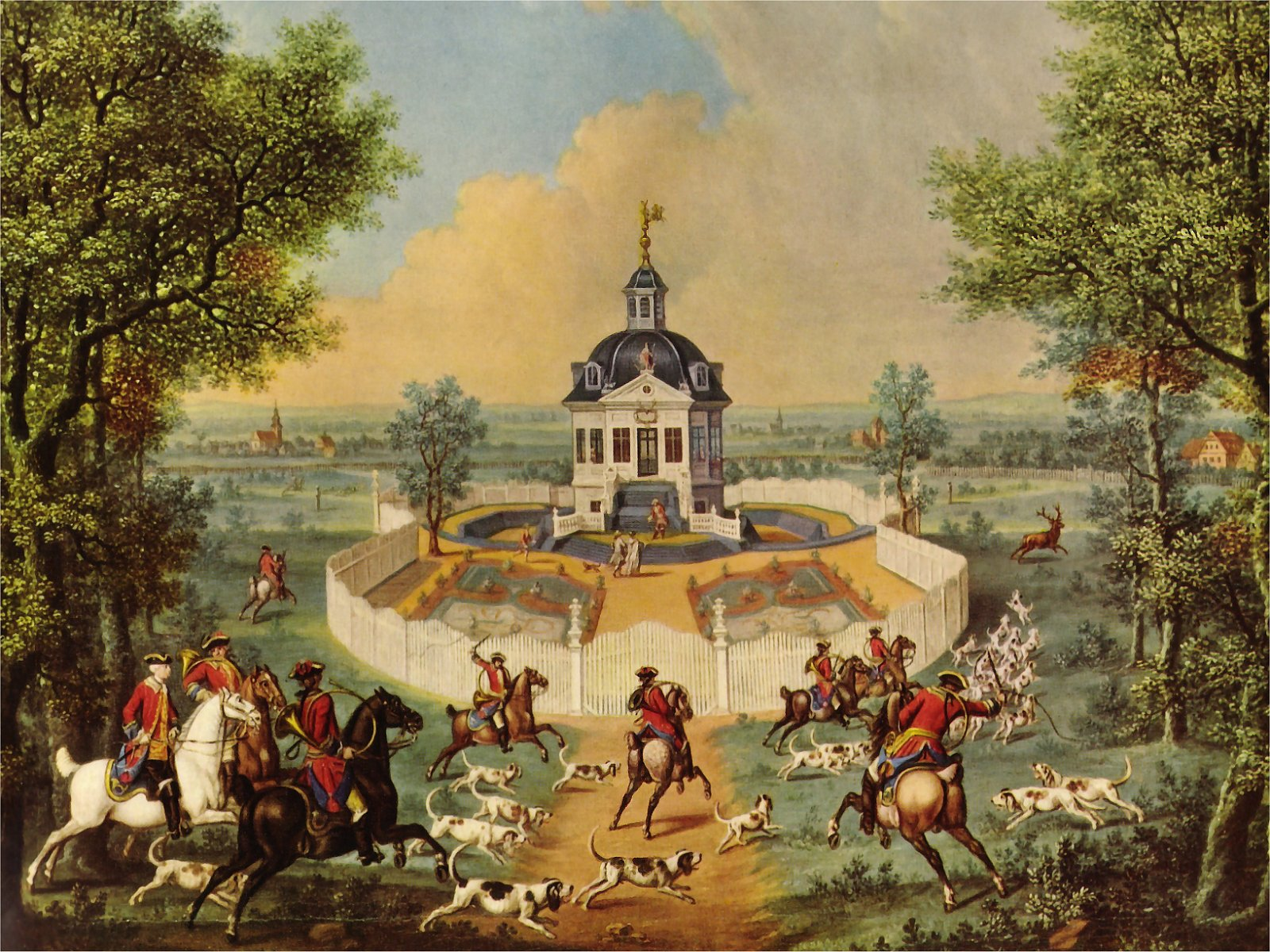
Parforcejagd an der Dianaburg bei Darmstadt (1768)
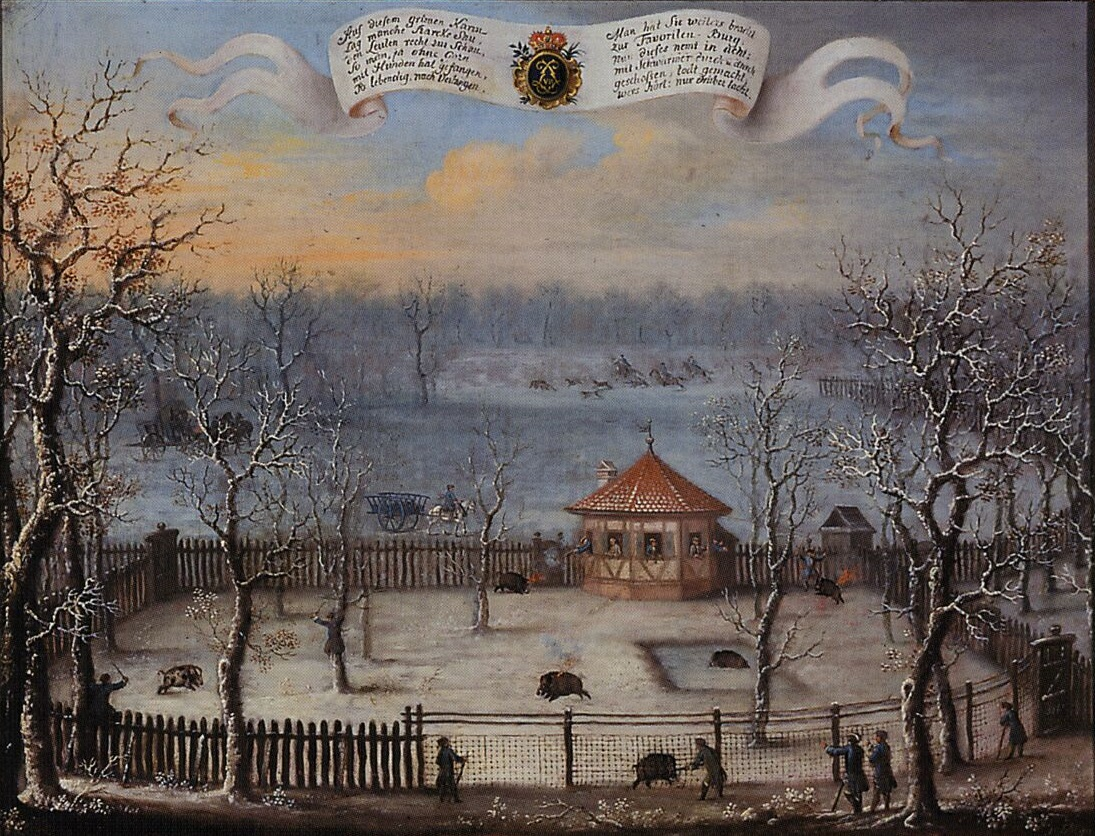
Favoritenburg (unbekanntes Jahr)

Porträtgemälde
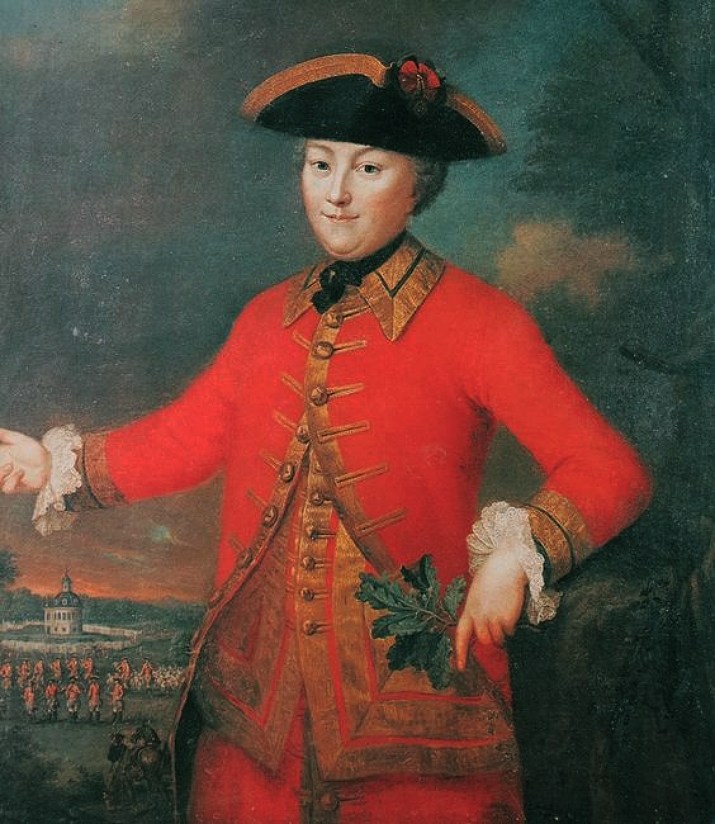
Erbprinzessin Karoline Henriette von Hessen-Darmstadt im Jagdkostüm (um 1770)
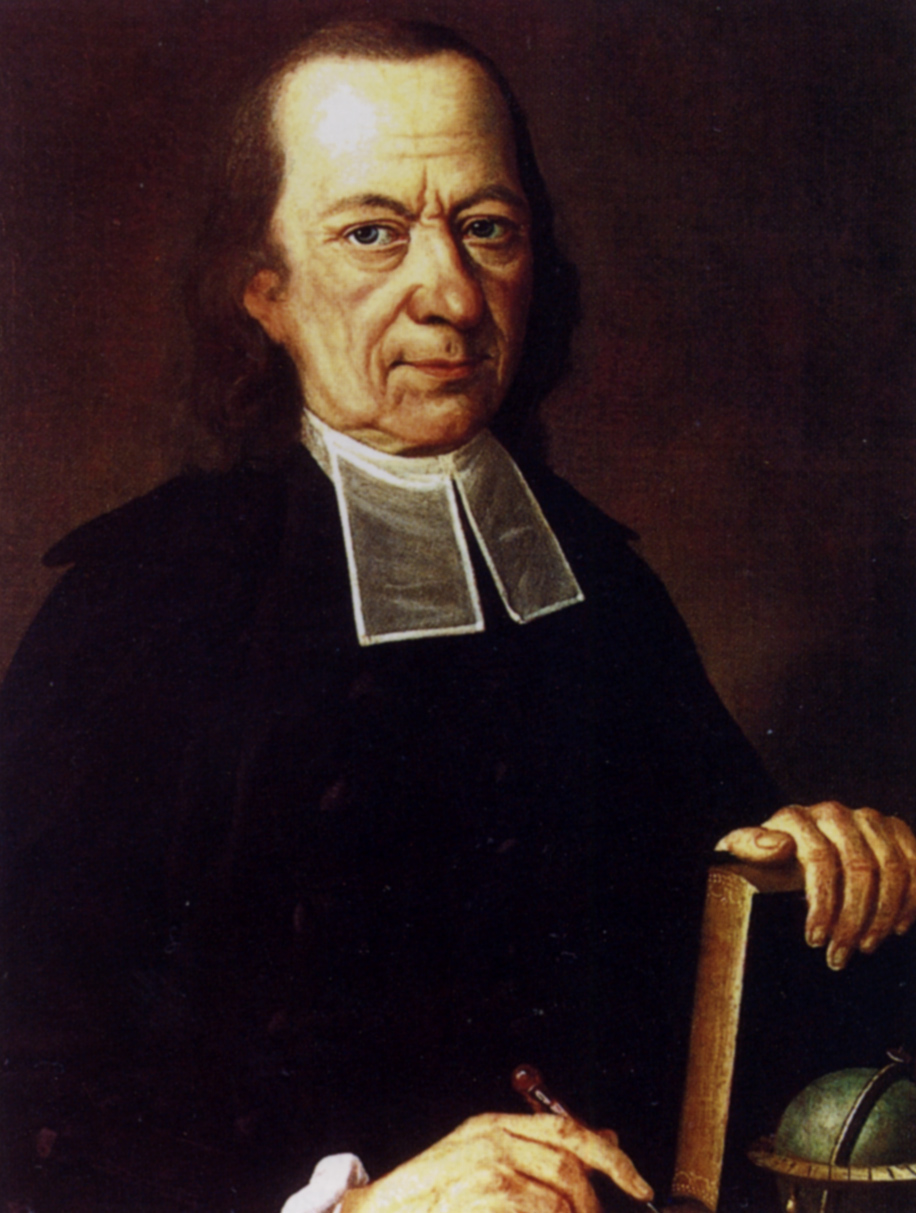
Der pietistische Theologe Friedrich Christoph Oetinger (1775)
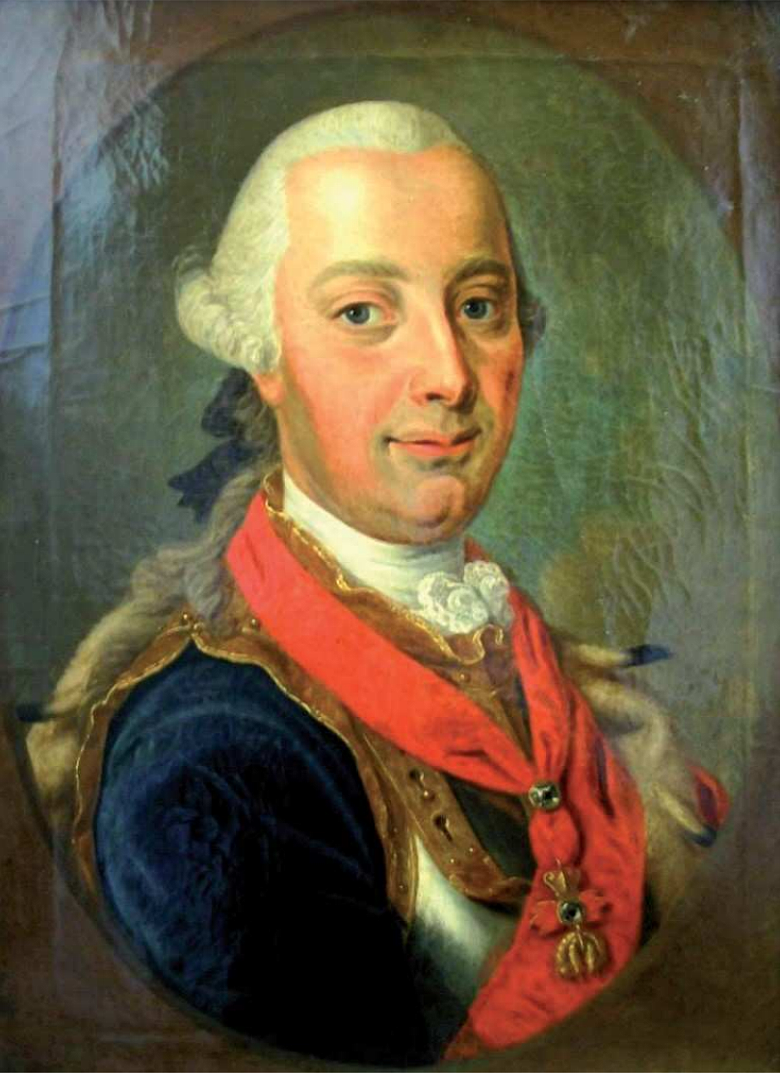
Herzog Carl Eugen von Württemberg (unbekanntes Jahr)

## Bewertung
Die kunsthistorische Beurteilung von Egers Werken ist uneinheitlich. So wird er beispielsweise seitens des in Murrhardt ansässigen Carl-Schweizer-Museums als „hervorragender, bislang jedoch nur wenig bekannter Maler des Darmstädter Rokokos“ bezeichnet und auch der Kunsthistoriker Gerhard Kölsch kam im Jahr 2010 zu dem Schluss, dass Eger einer der „herausragenden Jagdmaler seiner Zeit“ gewesen sei. Kölschs Fachkollege Werner Fleischhauer vertrat sieben Jahrzehnte zuvor allerdings die Ansicht, dass gerade Egers spätere Gemälde von Göppinger Bürgern „recht bescheiden“ gewesen seien.